# A Debreceni VSC 2014–2015-ös szezonja
Ez a szócikk a Debreceni VSC 2014–2015-ös szezonjáról szól, mely sorozatban a 22., összességében pedig a 37. idénye a csapatnak a magyar első osztályban. A klub fennállásának ekkor volt a 112. évfordulója. A szezon 2014 júliusában kezdődött és 2015 június elején ért véget a Ligakupa döntővel.
A csapat a hazai kiírások mellett az UEFA-bajnokok ligájában is szerepelt, amit a 2. selejtezőkörben az északír Cliftonville FC ellen kezdett sikerrel, majd a következő fordulóban a fehérorosz BATE Bariszav összesítésben 1 góllal jobbnak bizonyult, így kiejtette a magyar bajnokot. Az Európa-liga rájátszásában folytathatta európai kupaszereplését a Loki a svájci Young Boys ellen a csoportkörbe kerülésért, azonban az idegenbeli 3–1-es vereségre hazai pályán csak egy 0–0-s döntetlennel válaszoltak, így kiestek az európai kupa küzdelmekből.
A Magyar Kupában ettől a szezontól az NB I-es csapatok már az első fordulóban érdekeltek voltak és az első három forduló nem is jelentett nehézséget, hiszen az első fordulóban a Szekszárd NB III-as alakulatát, a másodikban a megyei első osztályban szereplő Mórahalom VSE-t, a harmadikban pedig első osztályú Puskás Akadémia FC-t verték, mindannyiszor idegenben. Azonban a 4. fordulóban, már a legjobb 16 között a Pécsi Mecsek FC együttese búcsúztatta a hajdúságiakat, szintén idegenben, így az új Nagyerdei stadionban még nem tudott a csapat Magyar Kupa mérkőzést vívni egyszer sem.
A Ligakupa sorozatban a csoportkörben eleinte botladoztak, ám végül élen végeztek, két másodosztályú ellenfél (Szeged 2011, Békéscsaba 1912 Előre) és a Kecskeméti TE előtt. A nyolcaddöntőben az NB II-es Soproni VSE alakulatát, majd a negyeddöntőben a bajnokságot fölényesen megnyerő Videoton FC-t búcsúztatták. Az elődöntőben a bajnokságban bronzérmes MTK Budapest FC-t oda-vissza megverve ejtették ki. A döntőben hazai pályán a Ferencvárosi TC csapatát fogadták és 2–1 arányban kikaptak, így ebben a szezonban egyetlen kiírásban sem tudtak nyerni.
Négy DVSC játékos került be a Nemzeti Sport 2014–2015-ös szezon összesített játékosrangsorába, amelyet az őszi és tavaszi idény során munkatársaik által adott osztályzatok alapján készítettek el. Az ez alapján összeálló legjobb csapatba a legtöbb játékos, négy a DVSC-ből került be, a bajnok Videotont hárman képviselik, a DVTK-t két téli távozó, míg a Fradiból és a Kecskemétből egy-egy labdarúgó szerepel a legjobbak csapatában. A védelemben Lázár Pál és Korhut Mihály, a középpályán Varga József és Bódi Ádám került a legjobbak közé a Loki játékosai közül.

## Játékoskeret
A szezon végén. Utolsó módosítás: 2015. március 1.

*A vastaggal jelzett játékosok felnőtt válogatottsággal rendelkeznek.
| #  |              | Poszt | Név              |
| -- | ------------ | ----- | ---------------- |
| 1  | Magyarország | K     | Slakta Balázs    |
| 3  | Magyarország | V     | Szatmári Csaba   |
| 6  | Magyarország | KP    | Zsidai László    |
| 7  | Magyarország | KP    | Dombi Tibor      |
| 8  | Francia      | KP    | Selim Bouadla    |
| 10 | Szlovénia    | KP    | Rene Mihelič     |
| 11 | Magyarország | KP    | Ferenczi János   |
| 13 | Magyarország | V     | Lázár Pál        |
| 15 | Magyarország | KP    | Sós Bence        |
| 16 | Magyarország | CS    | Balogh Norbert   |
| 17 | Magyarország | V     | Mészáros Norbert |
| 18 | Magyarország | V     | Máté Péter       |
| 21 | Magyarország | V     | Ludánszki Bence  |
| 23 | Magyarország | KP    | Bereczki Dániel  |
| 24 | Észtország   | V     | Igor Morozov     |

| #  |                     | Poszt | Név                  |
| -- | ------------------- | ----- | -------------------- |
| 25 | Szerbia             | V     | Dušan Brković        |
| 26 | Szenegál            | CS    | Ibrahima Sidibe      |
| 27 | Magyarország        | KP    | Bódi Ádám            |
| 28 | Magyarország        | V     | Nagy Zoltán          |
| 29 | Magyarország        | KP    | Varga Kevin          |
| 33 | Magyarország        | KP    | Varga József         |
| 44 | Magyarország        | CS    | Tisza Tibor          |
| 45 | Szerbia             | K     | Nenad Novaković      |
| 53 | Magyarország        | KP    | Berdó Péter          |
| 55 | Magyarország        | KP    | Szakály Péter (csk)  |
| 66 | Magyarország        | CS    | Szécsi Márk          |
| 69 | Magyarország        | V     | Korhut Mihály        |
| 70 | Magyarország        | CS    | Kulcsár Tamás        |
| 77 | Bosznia-Hercegovina | V     | Aleksandar Jovanović |
| 87 | Magyarország        | K     | Verpecz István       |

### Átigazolások
2014. évi nyári átigazolási időszak, 
 2015. évi téli átigazolási időszak
| Név                  | Nemzetiség         | Poszt              | Életkor            | Honnan                   | Időpont            | Év                 | Név                | Nemzetiség         | Poszt              | Életkor            | Hová                     | Időpont            | Év                 |
| Érkezett játékosok   | Érkezett játékosok | Érkezett játékosok | Érkezett játékosok | Érkezett játékosok       | Érkezett játékosok | Érkezett játékosok | Távozott játékosok | Távozott játékosok | Távozott játékosok | Távozott játékosok | Távozott játékosok       | Távozott játékosok | Távozott játékosok |
| Aleksandar Jovanović | bosnyák            | V                  | 28                 | Ferencvárosi TC          | 2014. 06. 03. ()   | 2+1                | Bernáth Csaba      | magyar             | KP                 | 35                 | a.p.b.                   | 2014. 06. 17. ()   |                    |
| Varga József         | magyar             | KP                 | 26                 | Middlesbrough FC         | 2014. 06. 17. ()   | k.v.               | Króner Martin      | magyar             | V                  | 20                 | Zalaegerszegi TE (NB II) | 2014. 06. 24. ()   | k.                 |
| Vukašin Poleksić     | montenegrói        | K                  | 31                 | Kecskeméti TE            | ()                 | k.v.               | Szécsi Márk        | magyar             | CS                 | 20                 | Nyíregyháza Spartacus FC | 2014. 06. 21. ()   | k.                 |
| Szécsi Márk          | magyar             | CS                 | 20                 | Kecskeméti TE            | ()                 | k.v.               | Spitzmüller István | magyar             | KP                 | 28                 | Nyíregyháza Spartacus FC | 2014. 06. 29. ()   |                    |
| Lucas                | brazil             | KP                 | 25                 | Békéscsaba               | ()                 | k.v.               | Pölöskey Péter     | magyar             | CS                 | 26                 | Pécsi MFC                | 2014. 07. 10. ()   |                    |
| Engel Alex           | magyar             | H                  | 22                 | Vasas                    | ()                 | k.v.               | Kertész Tamás      | magyar             | CS                 | 22                 | Békéscsaba (NB II)       | 2014. 07. 16. ()   | k.                 |
| Gál Mátyás           | magyar             | KP                 | 22                 | Vasas                    | ()                 | k.v.               | Gál Mátyás         | magyar             | KP                 | 22                 | Vasas (NB II)            | 2014. 07. 20. ()   |                    |
| Angyal Norbert       | magyar             | KP                 | 22                 | Létavértes SC '97        | ()                 | k.v.               | Angyal Norbert     | magyar             | KP                 | 22                 | Balmazújváros (NB II)    | 2014. 07. 20. ()   | k.                 |
| Sigér Dávid          | magyar             | CS                 | 22                 | Mezőkövesd-Zsóry         | ()                 | k.v.               | Sigér Dávid        | magyar             | CS                 | 22                 | Balmazújváros (NB II)    | 2014. 07. 20. ()   | k.                 |
| Wittrédi Dávid       | magyar             | KP                 | 27                 | Pécsi MFC                | 2015. 01. 16. ()   | 3                  | Kondás Kristóf     | magyar             | KP                 | 20                 | Balmazújváros (NB II)    | 2014. 07. 20. ()   | k.                 |
| Nagy Zoltán          | magyar             | H                  | 29                 | Nyíregyháza Spartacus FC | 2015. 03. 02. ()   | k.v.               | Szatmári Csaba     | magyar             | H                  | 20                 | Balmazújváros (NB II)    | 2014. 07. 20. ()   | k.                 |
|                      |                    |                    |                    |                          |                    |                    | Kovács Ádám        | magyar             | CS                 | 23                 | Soproni VSE (NB II)      | 2014. 07. 23. ()   | k.                 |
|                      |                    |                    |                    |                          |                    |                    | Vukašin Poleksić   | montenegrói        | K                  | 32                 | Pécsi Mecsek FC          | 2014. 08. 29. ()   |                    |
|                      |                    |                    |                    |                          |                    |                    | Nagy Zoltán        | magyar             | H                  | 28                 | Nyíregyháza Spartacus FC | 2014. 09. 01. ()   | k.                 |
|                      |                    |                    |                    |                          |                    |                    | Engel Alex         | magyar             | H                  | 22                 | Mezőkövesd-Zsóry         | ? ()               |                    |
|                      |                    |                    |                    |                          |                    |                    | Lucas              | brazil             | KP                 | 25                 | FK Bodva Moldava         | ? ()               |                    |
|                      |                    |                    |                    |                          |                    |                    | Joël Damahou       | elefántcsontparti  | CS                 | 27                 | Tours FC                 | 2014. 12. 03. ()   |                    |
|                      |                    |                    |                    |                          |                    |                    | Dalibor Volaš      | szlovén            | CS                 | 27                 | NK Maribor               | 2014. 12. 12. ()   |                    |
|                      |                    |                    |                    |                          |                    |                    | L´Imam Seydi       | szenegáli, francia | CS                 | 29                 | Nyíregyháza Spartacus FC | 2015. 01. 21. ()   |                    |
|                      |                    |                    |                    |                          |                    |                    | Nagy Zoltán        | magyar             | H                  | 29                 | Kecskeméti TE            | 2015. 02. 09. ()   | k.                 |
|                      |                    |                    |                    |                          |                    |                    | Wittrédi Dávid     | magyar             | CS                 | 27                 | sz.b.                    | 2015. 04. 17. ()   |                    |

Megjegyzés: (k.v.) = kölcsönből vissza; (k.) = kölcsönbe; (sz.b.) = szerződés bontás; (a.p.b.) = aktív pályafutását befejezte

## Statisztikák
Utolsó elszámolt mérkőzés dátuma: 2015. június 3.

### Összesített statisztika
| Lejátszott mérkőzés**                    | 54 (30 OTP Bank Liga, 4 Bajnokok Ligája, 2 Európa-liga, 4 Magyar kupa, 13 Ligakupa és 1 Szuperkupa) |
| Győzelem**                               | 27 (14 OTP Bank Liga, 2 Bajnokok Ligája, 0 Európa-liga, 3 Magyar kupa, 8 Ligakupa és 0 Szuperkupa) |
| Döntetlen**                              | 13 (9 OTP Bank Liga, 1 Bajnokok Ligája, 1 Európa-liga, 0 Magyar kupa, 2 Ligakupa és 0 Szuperkupa) |
| Vereség**                                | 13 (6 OTP Bank Liga, 1 Bajnokok Ligája, 1 Európa-liga, 1 Magyar kupa, 3 Ligakupa és 1 Szuperkupa) |
| Szerzett gól*                            | 86 (44 OTP Bank Liga, 11 Magyar kupa, 31 Ligakupa és 0 Szuperkupa) |
| Kapott gól*                              | 32 (19 OTP Bank Liga, 1 Magyar kupa, 12 Ligakupa és 0 Szuperkupa) |
| Gólkülönbség*                            | +54 |
| Sárga lap*                               | 82 (55 OTP Bank Liga, 4 Magyar kupa, 22 Ligakupa és 1 Szuperkupa) |
| Kiállítás*                               | 11 (9 OTP Bank Liga, 0 Magyar kupa, 2 Ligakupa és 0 Szuperkupa) |
| Legtöbbet figyelmeztetett játékos*       | minden kiírás: 9 figyelmeztetés Varga (9 ) minden hazai kiírás: 8 figyelmeztetés Varga (8 ) csak OTP Bank Liga: 7 figyelmeztetés Varga (7 ) |
| Legnagyobb arányú győzelem**             | 6–0 Mórahalom, idegenben (2014. 09. 10. – Magyar Kupa, 2. forduló) és 6–0 Békéscsaba, idegenben (2014. 11. 12. – Ligakupa, 5. forduló) |
| Legnagyobb arányú vereség**              | 0–2 Pécsi MFC, otthon (2014. 09. 13. – OTP Bank Liga, 7. forduló), 0–2 Szombathelyi Haladás, idegenben (2015. 03. 14. – OTP Bank Liga, 20. forduló), 1–3 BATE Bariszav, idegenben (2014. 08. 05. – Bajnokok Ligája, 3. selejtezőkör) és 1–3 BSC Young Boys, idegenben (2014. 08. 21. – Európa-liga, rájátszás) |
| Legmagasabb hazai nézőszám**             | 14 000 néző, BATE Bariszav 1–0 (2014. 07. 29. – Bajnokok Ligája, 3. selejtezőkör) |
| Legalacsonyabb hazai nézőszám**          | 70 néző, Soproni VSE 3–1 (2014. 12. 09. – Ligakupa, nyolcaddöntő visszavágó) |
| Leghosszabb bajnoki veretlenségi sorozat | 10 mérkőzés, 2014. 10. 04. (OTP Bank Liga, 10. forduló) – 2015. 03. 08. (OTP Bank Liga, 19. forduló) |
| Házi gólkirály**                         | 11 gól Tisza Tibor (7 OTP Bank Liga, 1 Magyar kupa, 3 Ligakupa, 0 Szuperkupa, 0 Bajnokok Ligája és 0 Európa-liga) |
| Pont***                                  | 54/90 (60,0%) |

* A nemzetközi porondon elért eredményeket és a felkészülési mérkőzéseket nem vettük figyelembe.

** A felkészülési mérkőzéseket nem vettük figyelembe.

*** Csak az OTP Bank Ligában szerzett pontokat tekintve.

### Kiírások
Dőlttel a jelenleg még le nem zárult kiírásokat illetve az azokban elért helyezést jelöltük.
| Kiírás          | Statisztikák | Statisztikák | Statisztikák | Statisztikák | Statisztikák | Statisztikák | Kezdő forduló/ helyezés | Végső forduló/ helyezés | Mérkőzések dátumai | Mérkőzések dátumai |
| Kiírás          | M            | GY           | D            | V            | LG–KG        | GK           | Kezdő forduló/ helyezés | Végső forduló/ helyezés | Első               | Utolsó             |
| --------------- | ------------ | ------------ | ------------ | ------------ | ------------ | ------------ | ----------------------- | ----------------------- | ------------------ | ------------------ |
| OTP Bank Liga   | 30           | 15           | 09           | 06           | 44 – 19      | +25          | 8.                      | 4.                      | 2014. 07. 25.      | 2015. 05. 31.      |
| Magyar kupa     | 04           | 03           | 0            | 01           | 11 – 01      | +10          | 1. forduló              | 4. forduló              | 2014. 08. 13.      | 2014. 10. 29.      |
| Ligakupa        | 13           | 08           | 02           | 03           | 31 – 12      | +19          | 1. forduló              | Döntő                   | 2014. 09. 02.      | 2015. 06. 03.      |
| Szuperkupa      | 01           | 0            | 0            | 01*          | 00 – 00*     | 0            | Döntős                  | Döntős                  | —                  | 2014. 07. 11.      |
| Bajnokok ligája | 04           | 02           | 01           | 01           | 04 – 03      | 0+1          | 2. selejtezőkör         | 3. selejtezőkör         | 2014. 07. 15.      | 2014. 08. 05.      |
| Európa-liga     | 02           | 0            | 01           | 01           | 01 – 03      | 0–2          | Rájátszás               | Rájátszás               | 2014. 08. 21.      | 2014. 08. 28.      |
| Összesen        | 54           | 28           | 13           | 13           | 91 – 38      | +53          |                         |                         |                    |                    |

*A mérkőzés végeredménye a rendes játékidő és a hosszabbítás után is döntetlen volt, azonban a mérkőzést a DVSC a büntetőpárbajban elvesztette.

### Góllövőlista
Zárójelben a tizenegyesből szerzett találatokat jeleztük.
| Játékos              | Gólok száma   | Gólok száma | Gólok száma | Gólok száma | Gólok száma     | Gólok száma  | Összesen |
| Játékos              | OTP Bank Liga | Magyar Kupa | Ligakupa    | Szuperkupa  | Bajnokok ligája | Európa- liga | Összesen |
| -------------------- | ------------- | ----------- | ----------- | ----------- | --------------- | ------------ | -------- |
| Összesen             | 44 (4)        | 11          | 31 (2)      | 0           | 04              | 01           | 91 (6)   |
| Tisza Tibor          | 07 (2)        | 01          | 03 (1)      |             |                 |              | 11 (3)   |
| Kulcsár Tamás        | 04            | 01          | 04          |             |                 |              | 09       |
| Ibrahima Sidibe      | 04            |             | 01          |             | 03              | 01           | 09       |
| Bódi Ádám            | 06            |             | 01          |             |                 |              | 07       |
| Rene Mihelič         | 01 (1)        |             | 04          |             | 01              |              | 06 (1)   |
| L´Imam Seydi         | 02            | 02          | 01          |             |                 |              | 05       |
| Bereczki Dániel      |               | 02          | 02          |             |                 |              | 04       |
| Dušan Brković        | 02            | 01          | 01          |             |                 |              | 04       |
| Szakály Péter        | 03 (1)        | 01          |             |             |                 |              | 04 (1)   |
| Balogh Norbert       | 02            |             | 01          |             |                 |              | 03       |
| Ferenczi János       | 01            |             | 02 (1)      |             |                 |              | 03 (1)   |
| Ludánszki Bence      |               |             | 03          |             |                 |              | 03       |
| Varga József         | 03            |             |             |             |                 |              | 03       |
| Berdó Péter          |               | 01          | 01          |             |                 |              | 02       |
| Aleksandar Jovanović | 01            |             | 01          |             |                 |              | 02       |
| Máté Péter           | 01            |             | 01          |             |                 |              | 02       |
| Sós Bence            |               |             | 02          |             |                 |              | 02       |
| Dalibor Volaš        |               | 01          | 01          |             |                 |              | 02       |
| Zsidai László        | 02            |             |             |             |                 |              | 02       |
| Selim Bouadla        | 01            |             |             |             |                 |              | 01       |
| Lázár Pál            | 01            |             |             |             |                 |              | 01       |
| Mészáros Norbert     |               |             | 01          |             |                 |              | 01       |
| Sós Bence            | 01            |             |             |             |                 |              | 01       |
| Vadnai Dániel        | 01            |             |             |             |                 |              | 01       |
| Varga Kevin          |               |             | 01          |             |                 |              | 01       |
| öngól                | 01            | 01          |             |             |                 |              | 02       |

### Pályára lépések száma
A táblázatban a pályára lépések összesítése után a top 10 játékos sorrendje látható az összes kiírást alapul véve.

Zárójelben azt tüntettük fel, hogy abból hányszor lépett pályára csereként.
| 01. | Aleksandar Jovanović | 040 0(4) | 026 (0) | 02 (0) | 05 (3) | 01 (1) | 04 (0) | 02 (0) |
|     | Bódi Ádám            | 040 (11) | 026 (7) | 01 (1) | 06 (1) | 01 (0) | 04 (2) | 02 (0) |
| 03. | Tisza Tibor          | 039 (12) | 024 (8) | 04 (1) | 08 (2) | 01 (0) | 02 (1) | 00 (0) |
| 04. | Korhut Mihály        | 037 0(1) | 028 (0) | 01 (0) | 03 (1) | 00 (0) | 03 (0) | 02 (0) |
|     | Szakály Péter        | 037 0(8) | 024 (6) | 02 (0) | 07 (2) | 00 (0) | 03 (0) | 01 (0) |
| 06. | Varga József         | 035 0(0) | 026 (0) | 01 (0) | 01 (0) | 01 (0) | 04 (0) | 02 (0) |
| 07. | Máté Péter           | 033 0(3) | 020 (1) | 00 (0) | 06 (2) | 01 (0) | 04 (0) | 02 (0) |
|     | Kulcsár Tamás        | 033 0(8) | 019 (4) | 02 (1) | 09 (2) | 01 (0) | 00 (0) | 02 (1) |
| 09. | Dušan Brković        | 032 0(1) | 021 (0) | 03 (0) | 07 (0) | 00 (0) | 01 (1) | 00 (0) |
| 10. | Ibrahima Sidibe      | 029 0(9) | 018 (6) | 01 (0) | 03 (2) | 01 (1) | 04 (0) | 02 (0) |

### Pályán töltött idő
A táblázatban az összesített pályán eltöltött idő alapján a top 10 játékost tüntettük fel.
| Top | Játékos              | Perc     | Perc          | Perc        | Perc     | Perc       | Perc             | Perc         |
| Top | Játékos              | Összesen | OTP Bank Liga | Magyar Kupa | Ligakupa | Szuperkupa | Bajnokok- ligája | Európa- liga |
| --- | -------------------- | -------- | ------------- | ----------- | -------- | ---------- | ---------------- | ------------ |
| 01. | Aleksandar Jovanović | 3195     | 2177          | 0180        | 0258     | 045        | 0355             | 0180         |
| 02. | Korhut Mihály        | 3172     | 2430          | 090         | 0202     | —          | 0270             | 0180         |
| 03. | Varga József         | 3137     | 2327          | 090         | 090      | 090        | 0360             | 0180         |
| 04. | Szakály Péter        | 2741     | 1744          | 0173        | 0511     | —          | 0270             | 090          |
| 05. | Máté Péter           | 2712     | 1685          | —           | 0397     | 090        | 0360             | 0180         |
| 06. | Bódi Ádám            | 2703     | 1782          | 022         | 0393     | 090        | 0236             | 0180         |
| 07. | Dušan Brković        | 2701     | 1872          | 0257        | 0566     | —          | 06               | —            |
| 08. | Nenad Novaković      | 2295     | 1485          | 0270        | —        | 090        | 0360             | 090          |
| 09. | Lázár Pál            | 2164     | 1354          | 0263        | 0383     | 074        | 090              | —            |
| 10. | Mészáros Norbert     | 2141     | 1172          | 090         | 0300     | 090        | 0354             | 0135         |

### Nézőszámok
Az alábbi táblázatban a Debreceni VSC 2014–15-ös szezonjának hazai nézőszámai szerepelnek.
A táblázat nem tartalmazza a felkészülési mérkőzéseket.
      OTP Bank Liga
      Magyar kupa
      Ligakupa
      Bajnokok ligája
      Európa-liga
| Időpont       | Kiírás, forduló                           | Ellenfél                                  | Nézőszám   | Helyszín                 |
| 2014. 07. 22. | Bajnokok Ligája, 2. selejtezőkör          | Cliftonville FC                           | 012 000 fő | Nagyerdei stadion        |
| 2014. 07. 29. | Bajnokok Ligája, 3. selejtezőkör          | BATE Bariszav                             | 014 000 fő | Nagyerdei stadion        |
| 2014. 08. 09. | OTP Bank Liga, 3. forduló                 | Puskás Akadémia                           | 05 114 fő  | Nagyerdei stadion        |
| 2014. 08. 24. | OTP Bank Liga, 5. forduló                 | Szombathelyi Haladás                      | 03 930 fő  | Nagyerdei stadion        |
| 2014. 08. 28. | Európa-liga, rájátszás                    | BSC Young Boys                            | 07 000 fő  | Nagyerdei stadion        |
| 2014. 09. 02. | Ligakupa, 1. forduló                      | Szeged 2011                               | 01 000 fő  | Oláh Gábor utcai stadion |
| 2014. 09. 12. | OTP Bank Liga, 7. forduló                 | Pécsi MFC                                 | 02 546 fő  | Nagyerdei stadion        |
| 2014. 09. 16. | Ligakupa, 2. forduló                      | Szeged 2011                               | 0800 fő    | Oláh Gábor utcai stadion |
| 2014. 09. 21. | OTP Bank Liga, 8. forduló                 | Kecskeméti TE                             | 02 283 fő  | Nagyerdei stadion        |
| 2014. 09. 21. | OTP Bank Liga, 10. forduló                | Budapest Honvéd                           | 02 662 fő  | Nagyerdei stadion        |
| 2014. 10. 14. | Ligakupa, 4. forduló                      | Kecskeméti TE                             | 0300 fő    | Oláh Gábor utcai stadion |
| 2014. 10. 26. | OTP Bank Liga, 12. forduló                | Ferencvárosi TC                           | 08 157 fő  | Nagyerdei stadion        |
| 2014. 11. 08. | OTP Bank Liga, 14. forduló                | Dunaújváros PASE                          | 02 657 fő  | Nagyerdei stadion        |
| 2014. 11. 30. | OTP Bank Liga, 16. forduló                | Nyíregyháza Spartacus                     | 02 612 fő  | Nagyerdei stadion        |
| 2014. 12. 07. | OTP Bank Liga, 17. forduló                | MTK Budapest                              | 02 423 fő  | Nagyerdei stadion        |
| 2014. 12. 09. | Ligakupa, nyolcaddöntő                    | Soproni VSE                               | 070 fő     | Oláh Gábor utcai stadion |
| 2015. 03. 08. | OTP Bank Liga, 19. forduló                | Újpest                                    | 05 014 fő  | Nagyerdei stadion        |
| 2015. 03. 18. | Ligakupa, negyeddöntő                     | Videoton FC                               | 01 000 fő  | Nagyerdei stadion        |
| 2015. 03. 22. | OTP Bank Liga, 21. forduló                | Diósgyőri VTK                             | 03 338 fő  | Nagyerdei stadion        |
| 2015. 04. 18. | OTP Bank Liga, 24. forduló                | MVM–Paks                                  | 02 623 fő  | Nagyerdei stadion        |
| 2015. 05. 02. | OTP Bank Liga, 26. forduló                | Videoton FC                               | 06 155 fő  | Nagyerdei stadion        |
| 2015. 05. 13. | Ligakupa, elődöntő                        | MTK Budapest FC                           | 0700 fő    | Nagyerdei stadion        |
| 2015. 05. 17. | OTP Bank Liga, 28. forduló                | Lombard Pápa                              | 04 254 fő  | Nagyerdei stadion        |
| 2015. 05. 31. | OTP Bank Liga, 30. forduló                | Győri ETO FC                              | 03 268 fő  | Nagyerdei stadion        |
| 2015. 06. 03. | Ligakupa, döntő                           | Ferencvárosi TC                           | 05 500 fő  | Nagyerdei stadion        |
| Összesen      | 15 OTP Bank Liga mérkőzés                 | 15 OTP Bank Liga mérkőzés                 | 057 036 fő | átlag: 03 802 fő         |
| Összesen      | 0 Magyar Kupa mérkőzés                    | 0 Magyar Kupa mérkőzés                    | –          | –                        |
| Összesen      | 7 Ligakupa mérkőzés                       | 7 Ligakupa mérkőzés                       | 09 370 fő  | átlag: 01 339 fő         |
| Összesen      | 2 Bajnokok Ligája mérkőzés                | 2 Bajnokok Ligája mérkőzés                | 026 000 fő | átlag: 13 000 fő         |
| Összesen      | 1 Európa-liga mérkőzés                    | 1 Európa-liga mérkőzés                    | 07 000 fő  | átlag: 07 000 fő         |
| Összesen      | 21 mérkőzés a Nagyerdei stadionban        | 21 mérkőzés a Nagyerdei stadionban        | 097 236 fő | átlag: 04 630 fő         |
| Összesen      | 4 mérkőzés az Oláh Gábor utcai stadionban | 4 mérkőzés az Oláh Gábor utcai stadionban | 02 170 fő  | átlag: 0543 fő           |
| Összesen      | 25 mérkőzés                               | 25 mérkőzés                               | 099 406 fő | átlag: 03 976 fő         |

### Játékvezetők
Azon játékvezetők, akik legalább egy mérkőzést vezettek a Debreceni VSC csapatának. 
A táblázat nem tartalmazza a felkészülési- és nemzetközi kupamérkőzéseket.
| Játékvezető       | Mérkőzés száma | Mérkőzés száma | Mérkőzés száma | Mérkőzés száma | Összesen |
| Játékvezető       | OTP Bank Liga  | Magyar kupa    | Ligakupa       | Szuperkupa     | 48       |
| ----------------- | -------------- | -------------- | -------------- | -------------- | -------- |
| Erdős József      | 5              |                | 2              |                | 7        |
| Iványi Zoltán     | 5              |                |                |                | 5        |
| Fábián Mihály     | 3              |                | 1              |                | 4        |
| Pintér Csaba      | 3              | 1              |                |                | 4        |
| Andó-Szabó Sándor | 2              |                | 1              |                | 3        |
| Berke Balázs      |                |                | 3              |                | 3        |
| Bognár Tamás      | 1              | 1              | 1              |                | 3        |
| Németh Ádám       | 3              |                |                |                | 3        |
| Vad II. István    | 3              |                |                |                | 3        |
| Farkas Ádám       | 2              |                |                |                | 2        |
| Kassai Viktor     | 1              |                |                | 1              | 2        |
| Szabó Zsolt       | 2              |                |                |                | 2        |
| Takács Tamás      |                | 1              | 1              |                | 2        |
| Berger József     |                |                | 1              |                | 1        |
| Botló Béla        |                | 1              |                |                | 1        |
| Lovas László      |                |                | 1              |                | 1        |
| Nagy Róbert       |                |                | 1              |                | 1        |
| Szőts Gergely     |                |                | 1              |                | 1        |

## OTP Bank Liga

### Őszi szezon
Győzelem
      Döntetlen
      Vereség
| 1. forduló 2014. július 25., péntek 19.00 |

| Nyíregyháza Spartacus                 | 1 – 1               | Debreceni VSC                                         |
| ------------------------------------- | ------------------- | ----------------------------------------------------- |
| Pekár (1–1) 73' (11-esből) Bajzát 68' | (0 – 1) Jegyzőkönyv | 39' (0–1) Seydi 59' Ludánszki 81' Morozov 90+1' Lázár |

| Sóstói út stadion, Nyíregyháza Nézőszám: 4 828 Játékvezető: Kassai Viktor (magyar) Asszisztensek: Lémon Oszkár és Király Krisztián |

- Debreceni VSC: Polekszics — Lázár, Brkovics, Morozov, Ferenczi — Bódi (Szakály  55'), Zsidai, Ludánszki (Damahou  66'), Vadnai — Seydi, Tisza (Mihelics  63')  Fel nem használt cserék: Verpecz (kapus), Volaš, Nagy · Vezetőedző: Kondás Elemér

A mérkőzés érdekessége, hogy Magyarországon először ezen a találkozón mutatkozott be az úgynevezett eltűnő spray (vanishing spray), amelyet sikeresen alkalmaztak a játékvezetők a 2014-es brazíliai labdarúgó-világbajnokságon.
| 2. forduló 2014. augusztus 1., péntek 20.30 |

| MTK Budapest      | 1 – 0               | Debreceni VSC |
| ----------------- | ------------------- | ------------- |
| Horváth (1–0) 90' | (0 – 0) Jegyzőkönyv | 43' Morozov   |

| Bozsik József Stadion, Budapest Nézőszám: 737 Játékvezető: Iványi Zoltán (magyar) Asszisztensek: Albert István és Buzás Balázs |

- Debreceni VSC: Poleksics — Lázár, Morozov, Brkovics, Vadnai — Bódi, Bouadla, Ludánszki, Ferenczi (Nagy Zoltán  84') — Tisza (Balogh  90'), Volaš (Seydi  74')  Fel nem használt cserék: Verpecz (kapus), Damahou, Dombi, Berdó · Vezetőedző: Kondás Elemér

| 3. forduló 2014. augusztus 9., szombat 20.30 |

| Debreceni VSC                               | 2 – 0               | Puskás Akadémia |
| ------------------------------------------- | ------------------- | --------------- |
| Zsidai (1–0) 34' · (2–0) 89' Jovanovics 58' | (1 – 0) Jegyzőkönyv | 54' Vaszicsku   |

| Nagyerdei stadion, Debrecen Nézőszám: 5 114 Játékvezető: Fábián Mihály (magyar) Asszisztensek: Dr. Varga Zsolt és ifj. Varga Gábor |

- Debreceni VSC: Poleksics — Jovanovics, Morozov, Brkovics, Korhut — Bódi, Zsidai, Varga, Bouadla (Vadnai  46'), — Kulcsár (Seydi  90+1'), Tisza (Sidibe  60')  Fel nem használt cserék: Verpecz (kapus), Lázár, Máté, Ludánszki · Vezetőedző: Kondás Elemér

| 4. forduló 2014. augusztus 16., szombat 20.30 |

| Újpest FC                 | 1 – 0               | Debreceni VSC       |
| ------------------------- | ------------------- | ------------------- |
| Simon (1–0) 90' Forró 87' | (0 – 0) Jegyzőkönyv | 33′, 47′ Jovanovics |

| Szusza Ferenc Stadion, Budapest Nézőszám: 3 200 Játékvezető: Iványi Zoltán (magyar) Asszisztensek: Ring György és Horváth Zoltán |

- Debreceni VSC: Polekszics — Jovanovics, Máté, Morozov, Korhut — Bódi (Bouadla  80'),  Varga, Zsidai, Szakály — Kulcsár (Seydi  74'), Sidibe  Fel nem használt cserék: Verpecz (kapus), Ferenczi, Vadnai, Ludánszki, Brkovics · Vezetőedző: Kondás Elemér

| 5. forduló 2014. augusztus 24., vasárnap 20.30 |

| Debreceni VSC                          | 1 – 0               | Haladás                                         |
| -------------------------------------- | ------------------- | ----------------------------------------------- |
| Kulcsár (1–0) 50' Vadnai 37' Lázár 62' | (0 – 0) Jegyzőkönyv | 33' Dvorschák 48' Devecseri 57' Katona 68' Nagy |

| Nagyerdei stadion, Debrecen Nézőszám: 3 930 Játékvezető: Fábián Mihály (magyar) Asszisztensek: Albert István és Buzás Balázs |

- Debreceni VSC: Novakovics — Lázár, Morozov, Brkovics, Korhut — Bódi,  Varga, Bouadla (Szakály  32'), Vadnai — Kulcsár (Seydi  82'), Volaš (Sidibe  46')  Fel nem használt cserék: Polekszics (kapus), Zsidai, Mészáros, Máté · Vezetőedző: Kondás Elemér

| 6. forduló 2014. augusztus 31., vasárnap 20.30 |

| Diósgyőri VTK                   | 1 – 1               | Debreceni VSC                               |
| ------------------------------- | ------------------- | ------------------------------------------- |
| Griffiths (1–1) 84' Grumics 59' | (0 – 1) Jegyzőkönyv | 31' (0–1) Seydi 28′, 77′ Zsidai 59' Morozov |

| DVTK-stadion, Miskolc Nézőszám: 5 562 Játékvezető: Vad II. István (magyar) Asszisztensek: Ring György és Theodoros Georgiou |

- Debreceni VSC: Novakovics — Jovanovics, Morozov, Brkovics, Korhut — Bódi (Máté  85'), Zsidai, Varga,  Vadnai (Ludánszki  90+3') — Seydi (Kulcsár  67'), Sidibe  Fel nem használt cserék: Verpecz (kapus), Balogh, Ferenczi,  Lázár · Vezetőedző: Kondás Elemér

| 7. forduló 2014. szeptember 13., szombat 14.30 |

| Debreceni VSC                      | 0 – 2               | Pécsi MFC                                               |
| ---------------------------------- | ------------------- | ------------------------------------------------------- |
| Máté 44' Novakovics 54' Korhut 69' | (0 – 0) Jegyzőkönyv | 55' (11-esből) (0–1) Mohl 90+2' (0–2) Pölöskey 57' Nagy |

| Nagyerdei stadion, Debrecen Nézőszám: 2 546 Játékvezető: Erdős József (magyar) Asszisztensek: Bozó Zoltán és Becséri Gergely |

- Debreceni VSC: Novakovics — Jovanovics, Máté, Morozov (Volaš  77'), Korhut — Bódi, Varga, Vadnai, Ferenczi (Szakály  46') — Kulcsár (Tisza  63'), Sidibe  Fel nem használt cserék: Verpecz (kapus), Lázár, Ludánszki, Brkovics · Vezetőedző: Kondás Elemér

| 8. forduló 2014. szeptember 21., vasárnap 18.30 |

| Debreceni VSC        | 0 – 0       | Kecskeméti TE |
| -------------------- | ----------- | ------------- |
| Volaš 31' Máté 90+3' | Jegyzőkönyv | 37' Lovrics   |

| Nagyerdei stadion, Debrecen Nézőszám: 2 283 Játékvezető: Bognár Tamás (magyar) Asszisztensek: Albert István és Buzás Balázs |

- Debreceni VSC: Novakovics — Jovanovics, Máté, Mészáros, Korhut — Szakály, Varga, Zsidai (Tisza  83'), Bouadla — Kulcsár (Seydi  74'), Volaš (Sidibe  46')  Fel nem használt cserék: Verpecz (kapus), Lázár, Vadnai, Brkovics · Vezetőedző: Kondás Elemér

| 9. forduló 2014. szeptember 27., szombat 18.30 |

| MVM–Paks                                                                        | 2 – 1               | Debreceni VSC                                         |
| ------------------------------------------------------------------------------- | ------------------- | ----------------------------------------------------- |
| Bartha (1–1) 37' Báló (2–1) 90+2' Kecskés 63' Gévay 73' Tamási 84' Haraszti 90' | (1 – 1) Jegyzőkönyv | 16' (0–1) 39′, 73′ Kulcsár 43' Máté 68′, 90+1′ Zsidai |

| Fehérvári úti stadion, Paks Nézőszám: 1 125 Játékvezető: Farkas Ádám (magyar) Asszisztensek: Lémon Oszkár és Becséri Gergely |

- Debreceni VSC: Novakovics — Lázár, Máté, Mészáros, Korhut (Seydi  81', Tisza  88') — Jovanovics, Varga, Zsidai, Szakály (Bódi  78') — Kulcsár, Sidibe  Fel nem használt cserék: Verpecz (kapus), Vadnai, Morozov, Brkovics · Vezetőedző: Kondás Elemér

| 10. forduló 2014. október 4., szombat 16.00 |

| Debreceni VSC                                                     | 4 – 0               | Budapest Honvéd FC                    |
| ----------------------------------------------------------------- | ------------------- | ------------------------------------- |
| Tisza (1–0) 15' Sidibe (2–0) 38' Vadnai (3–0) 47' Varga (4–0) 61' | (2 – 0) Jegyzőkönyv | 84' Gazdag 42' Ikenne-King 60' Vécsei |

| Nagyerdei stadion, Debrecen Nézőszám: 2 662 Játékvezető: Németh Ádám (magyar) Asszisztensek: Dr. Varga Zsolt és Márkus Tamás |

- Debreceni VSC: Novakovics — Lázár, Máté, Mészáros, Korhut — Jovanovics, Varga, Szakály (Ferenczi  83'), Bódi (Vadnai  46') — Tisza (Balogh  73'), Sidibe  Fel nem használt cserék: Verpecz (kapus), Volaš, Morozov, Brkovics · Vezetőedző: Kondás Elemér

| 11. forduló 2014. október 19., vasárnap 16.30 |

| Videoton FC                              | 1 – 2               | Debreceni VSC                                                                |
| ---------------------------------------- | ------------------- | ---------------------------------------------------------------------------- |
| Kovács (1–1) 34' Juhász 39' Vinícius 89' | (1 – 1) Jegyzőkönyv | 27' (0–1) · (1–2) 59' Kulcsár 53' Jovanovics 73' Varga 76' Korhut 83' Vadnai |

| Sóstói Stadion, Székesfehérvár Nézőszám: 5 282 Játékvezető: Erdős József (magyar) Asszisztensek: Tóth II. Vencel és Medovarszki János |

- Debreceni VSC: Novakovics — Lázár, Máté, Brkovics, Korhut — Jovanovics (Vadnai  65'), Varga, Szakály, Bódi — Kulcsár (Morozov  84'), Tisza (Balogh  74')  Fel nem használt cserék: Verpecz (kapus), Mihelics, Ferenczi, Vadnai, Morozov · Vezetőedző: Kondás Elemér

| 12. forduló 2014. október 26., vasárnap 16.30 |

| Debreceni VSC                                           | 2 – 2               | Ferencvárosi TC                     |
| ------------------------------------------------------- | ------------------- | ----------------------------------- |
| Varga (1–1) 56' Szakály (1–2) 58' Korhut 77' Zsidai 82' | (0 – 1) Jegyzőkönyv | 18' (0–1) 45' Ugrai 79' (2–2) Lauth |

| Nagyerdei stadion, Debrecen Nézőszám: 8 157 Játékvezető: Szabó Zsolt (magyar) Asszisztensek: Erős Gábor és Kispál Tamás |

- Debreceni VSC: Novakovics — Lázár, Máté, Brkovics, Korhut — Jovanovics, Varga, Szakály, Bódi (Zsidai  67') — Kulcsár, Tisza (Balogh  59')  Fel nem használt cserék: Verpecz (kapus), Mihelics, Ferenczi, Ludánszki · Vezetőedző: Kondás Elemér

| 13. forduló 2014. november 1., szombat 18.00 |

| Lombard–Pápa                                             | 0 – 2               | Debreceni VSC                                                      |
| -------------------------------------------------------- | ------------------- | ------------------------------------------------------------------ |
| Frizoni 31' Sluka 34' Nagy 41' Tóth 45+1' Bogunovics 82' | (0 – 0) Jegyzőkönyv | 57' (0–1) Brkovics 84' (0–2) Lázár 36' Varga 62' Tisza 42′ Kulcsár |

| Perutz Stadion, Pápa Nézőszám: 800 Játékvezető: Andó-Szabó Sándor (magyar) Asszisztensek: Buzás Balázs és Theodoros Georgiou |

- Debreceni VSC: Novakovics — Lázár, Máté, Brkovics, Korhut — Jovanovics (Vadnai  87'), Varga, Zsidai, Bódi (Mihelics  90+2') — Kulcsár, Tisza (Bouadla  77')  Fel nem használt cserék: Verpecz (kapus), Balogh, Ludánszki, Morozov · Vezetőedző: Kondás Elemér

| 14. forduló 2014. november 8., szombat 20.00 |

| Debreceni VSC                                           | 2 – 0               | Dunaújváros PASE      |
| ------------------------------------------------------- | ------------------- | --------------------- |
| Máté (1–0) 60' Brkovics (2–0) 79' Varga 17' Bouadla 57' | (0 – 0) Jegyzőkönyv | 13' Csehi 74' Sárközi |

| Nagyerdei stadion, Debrecen Nézőszám: 2 657 Játékvezető: Pintér Csaba (magyar) Asszisztensek: Albert István és Szpisják Zsolt |

- Debreceni VSC: Novakovics — Lázár (Mihelics  56'), Máté, Brkovics, Korhut — Jovanovics, Varga, Bouadla (Bereczki  87'), Bódi — Volaš, Tisza (Zsidai  84')  Fel nem használt cserék: Verpecz (kapus), Ferenczi, Vadnai, Morozov · Vezetőedző: Kondás Elemér

| 15. forduló 2014. november 23., vasárnap 18.30 |

| Győri ETO FC                   | 0 – 1               | Debreceni VSC             |
| ------------------------------ | ------------------- | ------------------------- |
| Lang 38' Priskin 39' Wolfe 86' | (0 – 1) Jegyzőkönyv | 11' (0–1) Tisza 89' Varga |

| ETO Park, Győr Nézőszám: 1 885 Játékvezető: Erdős József (magyar) Asszisztensek: Kispál Róbert és Albert István |

- Debreceni VSC: Novakovics — Lázár, Máté, Brkovics, Korhut — Jovanovics, Varga, Zsidai, Bouadla (Vadnai  90+5'), Bódi (Szakály  84') — Tisza (Sidibe  62')  Fel nem használt cserék: Verpecz (kapus), Mihelics, Ludánszki, Bereczki · Vezetőedző: Kondás Elemér

### Tavaszi szezon
| 16. forduló 2014. november 30. 16.30 |

| Debreceni VSC                                                                | 5 – 0               | Nyíregyháza Spartacus FC                               |
| ---------------------------------------------------------------------------- | ------------------- | ------------------------------------------------------ |
| Sidibe 12' 72' Tisza 26' 33' (11-esből) Szakály 90+2' (11-esből) Brković 24' | (3 – 0) Jegyzőkönyv | Jánvári 68′ Abdouraman 22′, 87′ Kostić 87' Fodor 90+1' |

| Nagyerdei stadion, Debrecen Nézőszám: 2 850 Játékvezető: Vad II. István (magyar) Asszisztensek: Ring György, ifj. Varga Gábor |

* Debreceni VSC: Verpecz — Lázár, Máté, Brković, Korhut (Vadnai  62') — Jovanović, Varga J. (Zsidai  77'), Bouadla, Mihelič — Tisza (Szakály  84'), Sidibe
| 17. forduló 2014. december 7. 18.30 |

| Debreceni VSC                                                     | 2 – 1               | MTK Budapest FC                                      |
| ----------------------------------------------------------------- | ------------------- | ---------------------------------------------------- |
| Varga J. 11' Tisza 82' (11-esből) 54' Lázár 41' Máté 64' Bódi 89' | (1 – 0) Jegyzőkönyv | Pölöskei 61' 83' Nagy 42' Vass 82' Kálnoki-Kis 90+4′ |

| Nagyerdei stadion, Debrecen Nézőszám: 2 423 Játékvezető: Németh Ádám (magyar) Asszisztensek: Kelemen Attila, Márkus Tamás |

* Debreceni VSC: Verpecz — Lázár, Máté, Brković, Korhut — Jovanović (Bódi  86'), Varga J., Bouadla, Mihelič (Szakály  70') — Tisza (Zsidai  90+1'), Sidibe
| 18. forduló 2015. február 28. 16.00 |

| Puskás Akadémia                  | 0 – 1               | Debreceni VSC                                     |
| -------------------------------- | ------------------- | ------------------------------------------------- |
| Spandler 21' Fiola 45' Tamás 51' | (0 – 0) Jegyzőkönyv | Tisza 56' 45' Kulcsár 7' Mihelič 65' Varga J. 85' |

| Pancho Aréna, Felcsút Nézőszám: 1 781 Játékvezető: Pintér Csaba (magyar) Asszisztensek: Kóbor Péter, Georgiou Theodoros |

* Debreceni VSC: Novaković — Lázár (Mihelič  38'), Máté, Brković, Korhut — Jovanović, Varga J., Bouadla, Szakály — Kulcsár (Balogh  83'), Tisza (Bódi  67')
| 19. forduló 2015. március 8. 18.30 |

| Debreceni VSC | 0 – 0       | Újpest FC                        |
| ------------- | ----------- | -------------------------------- |
| Szakály 81'   | Jegyzőkönyv | Stanisavljević 29' Litauszki 66' |

| Nagyerdei stadion, Debrecen Nézőszám: 5 014 Játékvezető: Erdős József (magyar) Asszisztensek: Ring György, ifj. Tóth Vencel |

* Debreceni VSC: Novaković (Verpecz  46') — Mészáros, Máté, Brković, Korhut — Jovanović, Szakály, Bouadla, Mihelič (Bódi  61') — Kulcsár (Balogh  81'), Tisza
| 20. forduló 2015. március 14. 18.00 |

| Haladás                   | 2 – 0               | Debreceni VSC                        |
| ------------------------- | ------------------- | ------------------------------------ |
| Martínez 33' 42' Radó 39' | (2 – 0) Jegyzőkönyv | Brković 41′, 72′ Sidibe 63' Bódi 66' |

| Rohonci úti stadion, Szombathely Nézőszám: 1 738 Játékvezető: Iványi Zoltán (magyar) Asszisztensek: Erős Gábor, Szalai Dániel |

* Debreceni VSC: Novaković — Mészáros (Bódi  62'), Máté, Brković, Korhut — Jovanović, Varga J., Bouadla (Tisza  62'), Szakály — Kulcsár, Sidibe (Morozov  78')
| 21. forduló 2015. március 22. 18.30 |

| Debreceni VSC | 1 – 0               | Diósgyőri VTK |
| ------------- | ------------------- | ------------- |
| Tisza 3'      | (1 – 0) Jegyzőkönyv |               |

| Nagyerdei stadion, Debrecen Nézőszám: 3 338 Játékvezető: Farkas Ádám (magyar) Asszisztensek: ifj. Tóth Vencel, Georgiou Theodoros |

* Debreceni VSC: Novaković — Jovanović, Máté (Mészáros  60'), Morozov, Korhut — Mihelič (Wittrédi  83'), Varga J., Bouadla, Szakály — Tisza (Balogh  69'), Sidibe
| 22. forduló 2015. április 4. 16.00 |

| Pécsi MFC    | 0 – 0       | Debreceni VSC                                    |
| ------------ | ----------- | ------------------------------------------------ |
| Márkvárt 64' | Jegyzőkönyv | Tisza 7' Bouadla 15' Mihelič 67′, 69′ Sidibe 90′ |

| PMFC Stadion, Pécs Nézőszám: 1 009 Játékvezető: Németh Ádám (magyar) Asszisztensek: Lémon Oszkár, Viszokai László |

* Debreceni VSC: Novaković — Jovanović, Mészáros, Brković, Korhut — Mihelič, Varga J., Bouadla (Bódi  76'), Szakály — Sidibe, Tisza (Kulcsár  46')
| 23. forduló 2015. április 10. 19.00 |

| Kecskeméti TE | 1 – 2               | Debreceni VSC          |
| ------------- | ------------------- | ---------------------- |
| Kitl 15'      | (1 – 1) Jegyzőkönyv | Bódi 23' Jovanović 62' |

| Széktói Stadion, Kecskemét Nézőszám: 2 710 Játékvezető: Erdős József (magyar) Asszisztensek: Buzás Balázs, Medovarszki János |

* Debreceni VSC: Novaković — Lázár, Mészáros, Brković, Korhut — Jovanović (Tisza  96'), Varga J., Bouadla (Morozov  90'), Bódi, Szakály — Balogh, (Kulcsár  80')
| 24. forduló 2015. április 18. 18.30 |

| Debreceni VSC                                | 2 – 0               | MVM–Paks                    |
| -------------------------------------------- | ------------------- | --------------------------- |
| Rodenbücher 28' Sidibe 82' 87' Brković 90+2' | (1 – 0) Jegyzőkönyv | Rodenbücher 27' Kulcsár 81' |

| Nagyerdei stadion, Debrecen Nézőszám: 2 623 Játékvezető: Pintér Csaba (magyar) Asszisztensek: Buzás Balázs, Szpisják Zsolt |

* Debreceni VSC: Verpecz — Lázár, Brković, Mészáros, Korhut — Varga J. — Jovanović (Sidibe  69'), Szakály, Bouadla, Bódi (Mihelič  86') — Balogh (Tisza  77')
| 25. forduló 2015. április 26. 18.30 |

| Budapest Honvéd                                              | 1 – 1               | Debreceni VSC                                              |
| ------------------------------------------------------------ | ------------------- | ---------------------------------------------------------- |
| Youla 27' Holender 16' King 22′, 72′ Ignjatović 47' Hidi 88' | (1 – 1) Jegyzőkönyv | Bouadla 39' Lázár 36' Bódi 74' Ludánszki 77′ Jovanović 81' |

| Bozsik József Stadion, Budapest Nézőszám: 1 000 Játékvezető: Vad II. István (magyar) Asszisztensek: Albert István, Viszokai László |

* Debreceni VSC: Verpecz — Lázár, Brković, Mészáros, Korhut (Balogh  75') — Jovanović, Varga J., Bouadla (Ludánszki  46'), Bódi, Mihelič — Sidibe (Nagy  84')
| 26. forduló 2015. május 2. 14.00 |

| Debreceni VSC                                   | 1 – 2               | Videoton                                             |
| ----------------------------------------------- | ------------------- | ---------------------------------------------------- |
| Bódi 82' 59' Máté 56' Jovanović 84' Brković 90' | (0 – 1) Jegyzőkönyv | Gyurcsó 43' Feczesin 54' 15' Szolnoki 23' Juhász 88' |

| Nagyerdei stadion, Debrecen Nézőszám: 6 155 Játékvezető: Iványi Zoltán (magyar) Asszisztensek: Ring György, ifj. Varga Gábor |

* Debreceni VSC: Verpecz — Nagy (Mihelič  64'), Máté, Brković, Korhut — Varga J. — Jovanović, Szakály, Sidibe (Kulcsár  57'), Bódi — Balogh (Tisza  74')
| 27. forduló 2015. május 10. 16.30 |

| Ferencvárosi TC                                                    | 1 – 1               | Debreceni VSC                           |
| ------------------------------------------------------------------ | ------------------- | --------------------------------------- |
| Pavlović 19' 82' Čukić 14' Dilaver 58' Nagy Dominik 88' Gera 90+2' | (1 – 0) Jegyzőkönyv | Bódi 89' 90' Mihelič 53' Varga J. 90+2' |

| Groupama Aréna, Budapest Nézőszám: 10 500 Játékvezető: Andó-Szabó Sándor (magyar) Asszisztensek: ifj. Tóth Vencel, Ring György |

* Debreceni VSC: Verpecz — Nagy (Sidibe  65'), Mészáros, Brković, Korhut — Varga J. — Jovanović, Bouadla (Mihelič  12'), Szakály, Bódi — Balogh (Tisza  76')
| 28. forduló 2015. május 17. 18.30 |

| Debreceni VSC                                                            | 4 – 0               | Lombard Pápa                                 |
| ------------------------------------------------------------------------ | ------------------- | -------------------------------------------- |
| Szakály 44' Mihelič 58' (11-esből) Balogh 59' 87' Tisza 29' Varga J. 73' | (1 – 0) Jegyzőkönyv | Frizoni 57' Szűcs 58' Seye 83' Waltner 90+2' |

| Nagyerdei stadion, Debrecen Nézőszám: 4 254 Játékvezető: Fábián Mihály (magyar) Asszisztensek: Szpisják Zsolt, Kormányos II. Gábor |

* Debreceni VSC: Verpecz — Nagy, Máté, Mészáros, Korhut (Ferenczi  52') — Jovanović, Varga J., Szakály, Mihelič — Kulcsár (Szécsi  74'), Tisza (Balogh  46')
| 29. forduló 2015. május 22. 19.00 |

| Dunaújváros                     | 0 – 0       | Debreceni VSC       |
| ------------------------------- | ----------- | ------------------- |
| Jakab 34' Vaskó 42' Nikházi 57' | Jegyzőkönyv | Bódi 59' Korhut 66' |

| Dunaferr Aréna, Dunaújváros Nézőszám: 1 149 Játékvezető: Szabó Zsolt (magyar) Asszisztensek: Erős Gábor, Farkas Balázs |

* Debreceni VSC: Verpecz — Nagy, Máté, Mészáros, Korhut — Jovanović (Mihelič  23', (Ferenczi  88'), Varga J., Szakály, Bódi — Kulcsár (Szécsi  66'), Balogh
| 30. forduló 2015. május 31. 18.30 |

| Debreceni VSC                        | 5 – 0               | Győri ETO FC          |
| ------------------------------------ | ------------------- | --------------------- |
| Ferenczi 9' Bódi 15' 18' 65' Sós 81' | (3 – 0) Jegyzőkönyv | Mayer 83' Kelemen 89' |

| Nagyerdei stadion, Debrecen Nézőszám: 3 268 Játékvezető: Iványi Zoltán (magyar) Asszisztensek: Buzás Balázs, Szalai Dániel |

* Debreceni VSC: Verpecz — Nagy, Szatmári, Mészáros, Korhut — Bódi, Ludánszki (Berdó  68'), Szakály (Szécsi  46'), Ferenczi — Kulcsár (Sós  56'), Balogh

### A bajnokság végeredménye
| #   | Csapat                    | M  | GY | D  | V  | G+ – G– | GK  | P  | Megjegyzések                                   |
| --- | ------------------------- | -- | -- | -- | -- | ------- | --- | -- | ---------------------------------------------- |
| 1.  | Videoton (B)              | 30 | 22 | 5  | 3  | 64–14   | +50 | 71 | 2015–2016-os Bajnokok Ligája – 2. selejtezőkör |
| 2.  | Ferencvárosi TC (KGY) (I) | 30 | 19 | 7  | 4  | 49–19   | +30 | 64 | 2015–2016-os Európa-liga – 1. selejtezőkör     |
| 3.  | MTK Budapest (I)          | 30 | 18 | 3  | 9  | 39–25   | +14 | 57 | 2015–2016-os Európa-liga – 1. selejtezőkör     |
| 4.  | Debreceni VSC CV (I)      | 30 | 15 | 9  | 6  | 44–19   | +25 | 54 | 2015–2016-os Európa-liga – 1. selejtezőkör     |
| 5.  | Paksi FC                  | 30 | 14 | 9  | 7  | 44–27   | +17 | 51 |                                                |
| 6.  | Újpest                    | 30 | 14 | 9  | 7  | 40–28   | +12 | 51 |                                                |
| 7.  | Diósgyőr                  | 30 | 13 | 9  | 8  | 43–36   | +7  | 48 |                                                |
| 8.  | Győri ETO (K)             | 30 | 10 | 8  | 12 | 41–44   | −3  | 38 | A 2015–2016-os szezonra nem kapott licencet    |
| 9.  | Kecskeméti TE (K)         | 30 | 10 | 8  | 12 | 30–39   | −9  | 38 | A 2015–2016-os szezonra nem kapott licencet    |
| 10. | Puskás Akadémia           | 30 | 10 | 5  | 15 | 35–40   | −5  | 35 |                                                |
| 11. | Pécsi MFC (K)             | 30 | 8  | 7  | 15 | 32–51   | −19 | 31 | A 2015–2016-os szezonra nem kapott licencet    |
| 12. | Nyíregyháza Ú (K)         | 30 | 8  | 6  | 16 | 33–49   | −16 | 30 | A 2015–2016-os szezonra nem kapott licencet    |
| 13. | Budapest Honvéd           | 30 | 6  | 10 | 14 | 26–36   | −10 | 28 |                                                |
| 14. | Haladás                   | 30 | 7  | 4  | 19 | 26–53   | −27 | 25 |                                                |
| 14. | Dunaújváros Ú (K)         | 30 | 5  | 8  | 17 | 26–49   | −23 | 22 | NB II                                          |
| 16. | Lombard Pápa (K)          | 30 | 4  | 7  | 19 | 14–57   | −43 | 19 | NB II                                          |

Utolsó frissítés: 2015. május 31. 
Forrás:  
A rangsorolás alapszabályai: 1. összpontszám, 2. győzelmek száma, 3. gólkülönbség, 4. szerzett gólok száma, 5. egymás elleni eredmények összpontszáma,  6. egymás elleni eredmények gólkülönbsége, 7. egymás elleni eredmények szerzett góljainak száma, 8. egymás elleni eredmények idegenben szerzett góljainak száma.
(B): Bajnokcsapat, (K): Kieső csapat, (F): Feljutó csapat, (I): Kupainduló, (R): A rájátszás győztese, (KGY): Kupagyőztes

A Dunaújvárostól 1 pont levonva. Forrás: Levontak egy pontot a Dunaújvárostól; stop.hu.

### Eredmények összesítése
Az alábbi táblázatban összesítve szerepelnek a Debreceni VSC 2014–15-ös bajnokságban elért eredményei.

A százalék számítás a jobb összehasonlíthatóság miatt 2 pontos rendszerben történik.
| Ősz/tavasz (forduló)    | Otthon | Otthon | Otthon | Otthon | Otthon | Otthon | Otthon | Otthon | Idegenben | Idegenben | Idegenben | Idegenben | Idegenben | Idegenben | Idegenben | Idegenben |
| Ősz/tavasz (forduló)    | M      | GY     | D      | V      | LG–KG  | GK     | P      | %      | M         | GY        | D         | V         | LG–KG     | GK        | P         | %         |
| ----------------------- | ------ | ------ | ------ | ------ | ------ | ------ | ------ | ------ | --------- | --------- | --------- | --------- | --------- | --------- | --------- | --------- |
| Őszi szezon (1–17.)     | 9      | 6      | 2      | 1      | 18–05  | +13    | 20     | 77     | 8         | 3         | 2         | 3         | 08–07     | +1        | 11        | 50        |
| Tavaszi szezon (18–30.) | 6      | 4      | 1      | 1      | 13–02  | +11    | 13     | 75     | 7         | 2         | 4         | 1         | 05–05     | 0         | 10        | 57        |
| Összesen (1–30.)        | 15     | 10     | 3      | 2      | 31–07  | +24    | 33     | 76     | 15        | 5         | 6         | 4         | 13–12     | +1        | 21        | 53        |

### Helyezések fordulónként
| Forduló  | 1  | 2   | 3   | 4   | 5  | 6  | 7    | 8  | 9     | 10   | 11 | 12 | 13 | 14 | 15 | 16 | 17 | 18 | 19 | 20 | 21 | 22 | 23 | 24 | 25 | 26 | 27 | 28 | 29 | 30 |
| -------- | -- | --- | --- | --- | -- | -- | ---- | -- | ----- | ---- | -- | -- | -- | -- | -- | -- | -- | -- | -- | -- | -- | -- | -- | -- | -- | -- | -- | -- | -- | -- |
| Helyszín | I  | I   | O   | I   | O  | I  | O    | O  | I     | O    | I  | O  | I  | O  | I  | O  | O  | I  | O  | I  | O  | I  | I  | O  | I  | O  | I  | O  | I  | O  |
| Eredmény | D  | V   | GY  | V   | GY | D  | V    | D  | V     | GY   | GY | D  | GY | GY | GY | GY | GY | GY | D  | V  | GY | D  | GY | GY | D  | V  | D  | GY | D  | GY |
| Helyezés | 8. | 12. | 7.* | 8.* | 8. | 7. | 8.** | 9. | 10.** | 7.** | 7. | 7. | 7. | 7. | 5. | 4. | 4. | 3. | 4. | 4. | 4. | 4. | 4. | 4. | 4. | 4. | 4. | 4. | 4. | 4. |

Helyszín: O = Otthon; I = Idegenben. Eredmény: GY = győzelem; D = döntetlen; V = vereség.

* A 3. fordulóban elhalaszott Ferencváros–Dunaújváros mérkőzés eredményétől függően a tényleges helyezés ettől eltérhet.

** A 7. fordulóban a rossz időjárás miatt több elhalasztott mérkőzés eredményétől függően a tényleges helyezés ettől eltérhet.
A csapat helyezései fordulónként, idővonalon ábrázolva.

### Szerzett pontok ellenfelenként
Az OTP Bank Ligában lejátszott mérkőzések és a megszerzett pontok a Debreceni VSC szemszögéből, 
ellenfelenként bontva, a csapatok nevének abc-sorrendjében.
| Ellenfél        | Eredmény | Eredmény  | Pontok |
| Ellenfél        | Otthon   | Idegenben | Pontok |
| --------------- | -------- | --------- | ------ |
| Budapest Honvéd | 4–0      | 1–1       | 4      |
| Diósgyőri VTK   | 1–0      | 1–1       | 4      |
| Dunaújváros     | 2–0      | 0–0       | 4      |
| Ferencvárosi TC | 2–2      | 1–1       | 2      |
| Győri ETO       | 5–0      | 1–0       | 6      |
| Haladás         | 1–0      | 0–2       | 3      |
| Kecskeméti TE   | 0–0      | 2–1       | 4      |
| Lombard Pápa    | 4–0      | 2–0       | 6      |
| MTK Budapest    | 2–1      | 0–1       | 3      |
| Nyíregyháza     | 5–0      | 1–1       | 4      |
| MVM–Paks        | 2–0      | 1–2       | 3      |
| Pécsi MFC       | 0–2      | 0–0       | 1      |
| Puskás Akadémia | 2–0      | 1–0       | 6      |
| Újpest          | 0–0      | 0–1       | 1      |
| Videoton        | 1–2      | 2–1       | 3      |

## Magyar kupa

### Mérkőzések
Győzelem
      Döntetlen
      Vereség
| 1. forduló 2014. augusztus 13. 17.00 |

| Szekszárd (NB III) | 0 – 3               | Debreceni VSC             |
| ------------------ | ------------------- | ------------------------- |
| Deli 41'           | (0 – 1) Jegyzőkönyv | Seydi 46' 56' Brković 59' |

| Szekszárdi Városi Stadion, Szekszárd Nézőszám: 800 Játékvezető: Botló Béla (magyar) Asszisztensek: Viszokai László, Iványi István |

* Debreceni VSC: Poleksić — Nagy Z., Morozov, Brković (Dombi  77'), Vadnai — Ferenczi, Ludánszki, Damahou, Bouadla (Sós  73') — Tisza, Seydi (Bereczki  68'), megbízott edző: Sándor Tamás
| 2. forduló 2014. szeptember 10. 15.30 |

| Mórahalom VSE (megye I.) | 0 – 6               | Debreceni VSC                                               |
| ------------------------ | ------------------- | ----------------------------------------------------------- |
| Márki 36' Zámbori 63'    | (0 – 3) Jegyzőkönyv | Bereczki 6' 38' Berdó 40' 34' Volaš 65' Gonda 75' Tisza 83' |

| Mórahalom Városi Stadion, Mórahalom Nézőszám: 600 Játékvezető: Takács Tamás (magyar) Asszisztensek: Buzás Balázs, Viczián Mátyás |

* Debreceni VSC: Novaković — Lázár (Karikás  83'), Ludánszki, Kovács, Barna (Sós  67') — Bereczki, Berdó (Varga Kevin  56'), Zsidai, Ferenczi — Volaš, Tisza
| 3. forduló 2014. szeptember 24. 15.00 |

| Puskás Akadémia                      | 0 – 2               | Debreceni VSC                             |
| ------------------------------------ | ------------------- | ----------------------------------------- |
| Harsányi 51' Kelić 79' Lorentz 90+3' | (0 – 0) Jegyzőkönyv | Szakály 53' Kulcsár 90+4' Jovanović 90+3' |

| Pancho Aréna, Felcsút Nézőszám: 200 Játékvezető: Pintér Csaba (magyar) Asszisztensek: Kormányos II Gábor, Horváth Zoltán |

* Debreceni VSC: Novaković — Lázár, Mészáros, Brković, Korhut — Jovanović (Tisza  93'), Varga J., Zsidai, Szakály (Vadnai  90') — Sidibe, Seydi (Kulcsár  73')
| 4. forduló 2014. október 29. 16.00 |

| Pécsi MFC                       | 1 – 0               | Debreceni VSC         |
| ------------------------------- | ------------------- | --------------------- |
| Romić 63' Mohl 52' Szatmári 73' | (0 – 0) Jegyzőkönyv | Lázár 18' Szakály 71' |

| PMFC Stadion, Pécs Nézőszám: 500 Játékvezető: Bognár Tamás (magyar) Asszisztensek: Lémon Oszkár, Takács János |

* Debreceni VSC: Novaković — Lázár, Morozov, Brković, Vadnai — Jovanović, Zsidai, Szakály (Bouadla  84'), Mihelič (Bódi  68') — Kulcsár, Tisza (Seydi  68')

## Ligakupa

### Csoportkör (B csoport)
A Magyar Labdarúgó-szövetség versenybizottsága 2014. július 23-án készítette el a labdarúgó Ligakupa 2014–2015-ös idényének csoportbeosztását, 2014. augusztus 26-án pedig véglegesítették a fordulók időpontjait is.
      Győzelem
      Döntetlen
      Vereség
| 1. forduló 2014. szeptember 2. 16.30 |

| Debreceni VSC–TEVA       | 1 – 1               | Szeged (NB II)              |
| ------------------------ | ------------------- | --------------------------- |
| Ludánszki 80' (11-esből) | (0 – 1) Jegyzőkönyv | Manga 33' Kéri 73' Máté 83' |

| Oláh Gábor utcai stadion, Debrecen Nézőszám: 1 000 Játékvezető: Berger József (magyar) Asszisztensek: Szpisják Zsolt, Medovarszki János |

* Debreceni VSC: Verpecz — Lázár, Böszörményi (Sós  23'), Kovács, Barna — Bereczki, Ludánszki, Györky (Sándor  77'), Varga Kevin (Tóth  75') — Balogh (Karikás  72'), Volaš (Dombi  46')
| 2. forduló 2014. szeptember 16. 16.00 |

| Debreceni VSC–TEVA                                    | 2 – 3               | Békéscsaba (NB II)         |
| ----------------------------------------------------- | ------------------- | -------------------------- |
| Mészáros 35' 90+3' Volaš 81' Szakály 52' Ferenczi 88′ | (1 – 2) Jegyzőkönyv | Kertész 18' Vólent 21' 65' |

| Oláh Gábor utcai stadion, Debrecen Nézőszám: 800 Játékvezető: Nagy Róbert (magyar) Asszisztensek: Márkus Tamás, Punyi Gyula |

* Debreceni VSC: Verpecz — Lázár, Brković, Mészáros, Ferenczi — Varga Kevin (Seydi  46'), Zsidai, Bouadla (Ludánszki  84'), Szakály — Kulcsár (Volaš  60'), Tisza (Dombi  55')
| 3. forduló 2014. október 7. 17.00 |

| Kecskemét            | 0 – 2               | Debreceni VSC–TEVA                                      |
| -------------------- | ------------------- | ------------------------------------------------------- |
| Novák 27' Farkas 29' | (0 – 1) Jegyzőkönyv | Kulcsár Tamás 3' 86' Zsidai 47' Lázár 64' Ludánszki 89' |

| Széktói Stadion, Kecskemét Nézőszám: 200 Játékvezető: Lovas László (magyar) Asszisztensek: Medovarszki János, Buzás Balázs |

* Debreceni VSC: Verpecz — Lázár, Ludánszki, Brković, Vadnai (Jovanović  46') — Bereczki (Sós  67'), Berdó (Dombi  80'), Zsidai (Máté  57'), Szakály — Kulcsár, Balogh (Tisza  46')
| 4. forduló 2014. október 15. 15.00 |

| Debreceni VSC–TEVA                 | 2 – 0               | Kecskemét |
| ---------------------------------- | ------------------- | --------- |
| Berdó 33' Jovanović 37' Máté 90+1' | (2 – 0) Jegyzőkönyv |           |

| Oláh Gábor utcai stadion, Debrecen Nézőszám: 300 Játékvezető: Szőts Gergely (magyar) Asszisztensek: Kispál Róbert, Tóth II. Vencel |

* Debreceni VSC: Verpecz — Jovanović (Lázár  46'), Ludánszki, Brković (Máté  46'), Kovács — Mihelič (Szakály  46'), Berdó, Zsidai, Bódi (Sós  58') — Tisza (Sidibe  46'), Volaš
| 5. forduló 2014. november 11. 13.30 |

| Békéscsaba (NB II)              | 0 – 6               | Debreceni VSC–TEVA                                                                             |
| ------------------------------- | ------------------- | ---------------------------------------------------------------------------------------------- |
| Balogh 27' Vozár 31′ Király 89' | (0 – 1) Jegyzőkönyv | Mihelič 27' 66' (11-esből) 90' (11-esből) Tisza 63' 88' (11-esből) Sós 72' Bódi 23' Kinyik 73' |

| Kórház utcai stadion, Békéscsaba Nézőszám: 300 Játékvezető: Berke Balázs (magyar) Asszisztensek: Kispál Róbert, Pápai Zoltán |

* Debreceni VSC: Verpecz — Lázár (Sós  68'), Ludánszki, Brković (Kinyik  71'), Vadnai — Bódi (Jovanović  46'), Zsidai, Berdó (Korhut  68'), Mihelič — Kulcsár, Volaš (Tisza  46')
| 6. forduló 2014. november 18. 13.00 |

| Szeged (NB II) | 0 – 4               | Debreceni VSC–TEVA                              |
| -------------- | ------------------- | ----------------------------------------------- |
| Oláh 55'       | (0 – 1) Jegyzőkönyv | Bereczki 12' Balogh 70' Varga Kevin 82' Sós 89' |

| Grosics Akadémia, Gyula Játékvezető: Takács Tamás (magyar) Asszisztensek: Szpisják Zsolt, Buzás Balázs |

* Debreceni VSC: Verpecz — Karikás, Ludánszki, Kinyik, Vadnai — Bereczki (Dombi  63'), Györky, Berdó (Sándor  63'), Ferenczi (Sós  53') — Kulcsár (Varga Kevin  70'), Volaš (Balogh  53')

#### A B csoport végeredménye
| Csapat     | M | Gy | D | V | G+ | G– | Gk  | P  |
| ---------- | - | -- | - | - | -- | -- | --- | -- |
| Debrecen   | 6 | 4  | 1 | 1 | 17 | 4  | +13 | 13 |
| Békéscsaba | 6 | 3  | 0 | 3 | 10 | 14 | –4  | 9  |
| Kecskemét  | 6 | 2  | 1 | 3 | 6  | 9  | –3  | 7  |
| Szeged     | 6 | 1  | 2 | 3 | 5  | 11 | –6  | 5  |

|                    | DEB | BÉK | KTE | SZE |
| ------------------ | --- | --- | --- | --- |
| Debreceni VSC–TEVA |     | 2–3 | 2–0 | 1–1 |
| Békéscsaba         | 0–6 |     | 2–3 | 2–0 |
| Kecskemét          | 0–2 | 2–0 |     | 0–0 |
| Szeged             | 0–4 | 1–3 | 3–1 |     |

### Nyolcaddöntő
| Első mérkőzés 2014. december 3. 13.00 |

| Soproni VSE–GYSEV (NB II) | 1 – 1               | Debreceni VSC–TEVA      |
| ------------------------- | ------------------- | ----------------------- |
| Horváth P. 81' Bobál 23'  | (0 – 1) Jegyzőkönyv | Ferenczi 24' (11-esből) |

| Lővér körúti stadion, műfüves pálya, Sopron Nézőszám: 200 Játékvezető: Erdős József (magyar) |

* Debreceni VSC: Verpecz — Ludánszki, Morozov, Mészáros, Vadnai — Bódi (Dombi  78'), Zsidai, Szakály, Ferenczi (Berdó  61') — Kulcsár (Sós  71'), Bereczki (Seydi  57')
| Visszavágó 2014. december 9. 13.00 |

| Debreceni VSC–TEVA              | 3 – 1               | Soproni VSE (NB II)                    |
| ------------------------------- | ------------------- | -------------------------------------- |
| Bódi 23' Seydi 48' Ferenczi 61' | (1 – 0) Jegyzőkönyv | Bobál 79' Horváth A. 5′ Fazekas G. 64' |

| Oláh Gábor utcai stadion, Debrecen Nézőszám: 70 Játékvezető: Berke Balázs (magyar) |

* Debreceni VSC: Verpecz — Ludánszki (Kinyik  73'), Morozov, Mészáros, Vadnai — Bódi, Zsidai (Berdó  64'), Szakály (Dombi  73'), Ferenczi (Sós  61') — Kulcsár, Seydi (Balogh  59')
Továbbjutott a Debreceni VSC, 4–2-es összesítéssel.

### Negyeddöntő
| Első mérkőzés 2015. március 18. 18.00 |

| Debreceni VSC–TEVA                                                                    | 2 – 3               | Videoton                                                                               |
| ------------------------------------------------------------------------------------- | ------------------- | -------------------------------------------------------------------------------------- |
| Mihelič 38' (11-esből) Sidibe 89' 76' Morozov 8' Szakály 15' Bódi 28' Jovanović 90+1' | (1 – 2) Jegyzőkönyv | 9' (11-esből) Álvarez 31' (11-esből) 40' Ivanovski 90+3' (11-esből) Feczesin 12' Simon |

| Nagyerdei stadion, Debrecen Nézőszám: 1 000 Játékvezető: Andó-Szabó Sándor (magyar) Asszisztensek: Ring György, Kelemen Attila |

* Debreceni VSC: Verpecz — Jovanović, Morozov, Brković, Korhut — Bódi (Sós  46'), Varga J., Szakály, Mihelič (Wittrédi  73') — Balogh, Tisza (Sidibe  63')
| Visszavágó 2015. április 22. 17.30 |

| Videoton   | 0 – 2               | Debreceni VSC–TEVA                                             |
| ---------- | ------------------- | -------------------------------------------------------------- |
| Brachi 39' | (0 – 1) Jegyzőkönyv | 4' Máté 73' Kulcsár 32' Nagy 35' Mihelič 87' Verpecz 90+3' Sós |

| Sóstói Stadion, Székesfehérvár Nézőszám: 500 Játékvezető: Bognár Tamás (magyar) Asszisztensek: Bozó Zoltán, Kelemen Attila |

* Debreceni VSC: Verpecz — Nagy, Máté, Morozov, Barna — Bereczki (Sós  59'), Ludánszki, Berdó (Szatmári  90+3'), Mihelič (Karikás  90+1') — Kulcsár (Varga Kevin  90+5'), Sidibe
Továbbjutott a Debreceni VSC, 4–3-as összesítéssel.

### Elődöntő
| Első mérkőzés 2015. május 13. 18.00 |

| Debreceni VSC–TEVA                                                    | 3 – 1               | MTK Budapest                |
| --------------------------------------------------------------------- | ------------------- | --------------------------- |
| Ludánszki 17' Tisza 30' (11-esből) Bereczki 74' Szatmári 49' Bódi 85' | (2 – 1) Jegyzőkönyv | Torghelle 33' Groppioni 29' |

| Nagyerdei stadion, Debrecen Nézőszám: 700 Játékvezető: Erdős József (magyar) Asszisztensek: Dr. Varga Zsolt, Márkus Tamás |

* Debreceni VSC: Verpecz — Kuti (Dombi  79'), Szatmári, Máté, Ferenczi —  Bódi, Ludánszki (Zsidai  62'), Berdó, Sós (Jovanović  57') — Tisza (Mihelič  46'), Szécsi (Bereczki  70')
| Visszavágó 2015. május 26. 18.00 |

| MTK Budapest | 0 – 2               | Debreceni VSC–TEVA              |
| ------------ | ------------------- | ------------------------------- |
| Vass 85'     | (0 – 0) Jegyzőkönyv | Ludánszki 82' 83' Kulcsár 90+1' |

| Illovszky Rudolf Stadion, Budapest Nézőszám: 200 Játékvezető: Berke Balázs (magyar) Asszisztensek: Kelemen Attila, ifj. Varga Gábor |

* Debreceni VSC: Verpecz — Kuti, Máté (Szatmári  79'), Brković, Ferenczi — Bereczki (Berdó  57'), Ludánszki, Zsidai (Szakály  57'), Sós (Mihelič  70') — Tisza (Kulcsár  57'), Szécsi
Továbbjutott a Debreceni VSC, 5–1-es összesítéssel.

### Döntő
| 2015. június 3. 19.00 |

| Debreceni VSC–TEVA                              | 1–2               | Ferencvárosi TC                                                                 |
| ----------------------------------------------- | ----------------- | ------------------------------------------------------------------------------- |
| Brković 73' Ludánszki 32′ Bódi 69' Mészáros 74' | (0–1) Jegyzőkönyv | 8' (11-esből) Ugrai 47' 88' Nagy Dániel 37' Batik 69' Csilus 75' Čukić 82' Jova |

| Nagyerdei stadion, Debrecen Nézőszám: 5 500 Játékvezető: Fábián Mihály (magyar) Asszisztensek: Dr. Varga Zsolt, Márkus Tamás |

* Debreceni VSC: Verpecz — Kuti (Kulcsár  60'), Brković, Máté (Mészáros  60'), Korhut — Mihelič, Berdó, Ludánszki, Sós (Ferenczi  64') — Szécsi (Bódi  46'), Tisza (Balogh  46')

## Szuperkupa
| 2014. július 11. 20.30 |

| Debreceni VSC                          | 0 – 0                 | Újpest FC                                          |
| -------------------------------------- | --------------------- | -------------------------------------------------- |
| Varga 64'                              | Jegyzőkönyv Részletek | Balogh 50'                                         |
| Büntetőpárbaj                          |                       |                                                    |
| Sidibe Bódi Jovanović Tisza Varga Máté | 4–5                   | Vasiljević Nagy János Litauszki Simon Balogh Heris |

| Puskás Ferenc Stadion, Budapest Nézőszám: 2 000 Játékvezető: Kassai Viktor (magyar) |

* Debreceni VSC: Novaković — Lázár (Sidibe  74'), Máté, Mészáros, Vadnai — Mihelič (Jovanović  46'), Varga, Bouadla, Bódi — Kulcsár (Seydi  30'), Tisza
A Szuperkupát a büntetőpárbajban 5–4 arányban az Újpest FC nyerte.

## UEFA-bajnokok ligája
Győzelem
      Döntetlen
      Vereség

### 2. selejtezőkör
| 2014. július 15. 19.45 UTC |

| Cliftonville FC | 0 – 0                 | Debreceni VSC |
| --------------- | --------------------- | ------------- |
| Donnelly 51'    | Jegyzőkönyv Részletek | Korhut 78'    |

| Solitude Stadium, Belfast Nézőszám: 2 000 Játékvezető: Artur Soares Dias (portugál) |

* Debreceni VSC: Novaković — Lázár, Máté, Mészáros, Korhut — Jovanović (Zsidai  85'), Varga J., Bouadla, Bódi (Mihelič  79') — Tisza (Seydi  46'), Sidibe
| 2014. július 22. 20.30 UTC+1 |

| Debreceni VSC                       | 2 – 0                         | Cliftonville FC                   |
| ----------------------------------- | ----------------------------- | --------------------------------- |
| Mihelič 55' Sidibe 79' Mészáros 43' | (0 – 0) Jegyzőkönyv Részletek | Flynn 34' Devlin 45' McGovern 54′ |

| Nagyerdei stadion, Debrecen Nézőszám: 12 000 Játékvezető: Vlado Glodjović (szerb) |

* Debreceni VSC: Novaković — Jovanović, Máté, Mészáros, Korhut — Mihelič, Varga J., Szakály (Vadnai  72'), Bódi (Zsidai  80') — Volaš, Sidibe (Tisza  83')
Továbbjutott a Debreceni VSC, 2–0-s összesítéssel.

### 3. selejtezőkör
| 2014. július 29. 20.30 UTC+1 |

| Debreceni VSC                      | 1 – 0                         | FK BATE Bariszav |
| ---------------------------------- | ----------------------------- | ---------------- |
| Sidibe 56' (11-esből) 51' Bódi 82' | (0 – 0) Jegyzőkönyv Részletek |                  |

| Nagyerdei stadion, Debrecen Nézőszám: 14 000 Játékvezető: Szymon Marciniak (lengyel) |

* Debreceni VSC: Novaković — Jovanović, Máté, Mészáros, Korhut — Mihelič (Bódi  32'), Varga J., Zsidai, Szakály (Bouadla  80') — Volaš (Seydi  62'), Sidibe
| 2014. augusztus 5. 20.30 UTC+2 |

| FK BATE Bariszav                                                                    | 3 – 1                         | Debreceni VSC                     |
| ----------------------------------------------------------------------------------- | ----------------------------- | --------------------------------- |
| Valadzko 39' Radzivonav 66' Krivec 90+4' Csernik 19' Rodionov 86' Szignyevics 90+6' | (1 – 1) Jegyzőkönyv Részletek | Sidibe 20' (11-esből) Bouadla 38′ |

| Bariszav Arena, Bariszav Nézőszám: 10 000 Játékvezető: Stefan Johannesson (svéd) |

* Debreceni VSC: Novaković — Jovanović, Máté, Mészáros (Brković  84'), Korhut — Bouadla, Varga J., Zsidai (Ludánszki  65'), Szakály (Bódi  71') — Seydi, Sidibe
Továbbjutott a BATE Bariszav, 3–2-es összesítéssel.

## Európa-liga
A 2014–2015-ös Európa-liga rájátszásának sorsolását 2014. augusztus 8-án tartották Nyonban.
      Győzelem
      Döntetlen
      Vereség

### Rájátszás
| 2014. augusztus 21. 19.30 UTC+1 |

| Young Boys                                   | 3 – 1                         | Debreceni VSC                    |
| -------------------------------------------- | ----------------------------- | -------------------------------- |
| Nuzzolo 26' Steffen 67' Frey 87' Bertone 70' | (1 – 1) Jegyzőkönyv Részletek | Sidibe 39' Korhut 61' Zsidai 66' |

| Stade de Suisse, Bern Nézőszám: 8 000 Játékvezető: Tom Harald Hagen (norvég) |

* Debreceni VSC: Poleksić — Jovanović, Máté, Mészáros, Korhut —  Bódi, Zsidai, Varga, Szakály — Seydi (Kulcsár  71'), Sidibe
| 2014. augusztus 28. 20.30 UTC+1 |

| Debreceni VSC                                                                                       | 0 – 0                 | Young Boys             |
| --------------------------------------------------------------------------------------------------- | --------------------- | ---------------------- |
| Zsidai 31' Korhut 34' Sidibe 58' Vadnai 72' Máté 76' Varga 84' Ferenczi 85' Seydi 90′ Morozov 90+4' | Jegyzőkönyv Részletek | Lecjaks 30' Rochat 32' |

| Nagyerdei stadion, Debrecen Nézőszám: 7 000 Játékvezető: David Fernández Borbalán (spanyol) |

* Debreceni VSC: Novaković — Jovanović, Máté, Mészáros (Morozov  46'), Korhut —  Bódi, Zsidai, Varga, Vadnai (Ferenczi  79') — Kulcsár (Seydi  65'), Sidibe
Továbbjutott a Young Boys, 3–1-es összesítéssel.

## Felkészülési mérkőzések
Győzelem
      Döntetlen
      Vereség

### Nyár
| 2014. június 21. |

| Tiszaújváros (NB III) | 2 – 11      | Debreceni VSC                     |
| --------------------- | ----------- | --------------------------------- |
|                       | Jegyzőkönyv | Seydi Kulcsár Sidibe Bouadla Máté |

| Tiszaújvárosi Sportcentrum, Tiszaújváros Nézőszám: 1 000 Játékvezető: Nagy Róbert (magyar) |

| 2014. június 28. 16.00 |

| Ferencvárosi TC | 0 – 1               | Debreceni VSC        |
| --------------- | ------------------- | -------------------- |
|                 | (0 – 0) Jegyzőkönyv | Tisza 80' (11-esből) |

| Puskás Ferenc Stadion, Budapest Nézőszám: 1 500 Játékvezető: Radványi Ádám (magyar) |

| 2014. július 5. 20.00 |

| Debreceni VSC                  | 4 – 2               | Olympique Lyonnais                  |
| ------------------------------ | ------------------- | ----------------------------------- |
| Sidibe 20' 69' Kulcsár 40' 67' | (2 – 0) Jegyzőkönyv | Yattara 46' Bahlouli 75' (11-esből) |

| Nagyerdei stadion, Debrecen Nézőszám: 8 110 Játékvezető: Bognár Tamás (magyar) |

| 2014. július 6. |

| Debreceni VSC                                 | 5 – 0               | Balmaz Kamilla Gyógyfürdő–Balmazújváros (NB II) |
| --------------------------------------------- | ------------------- | ----------------------------------------------- |
| Tisza 13' Damahou 32' 45' Seydi 42' Ruzsa 79' | (4 – 0) Jegyzőkönyv |                                                 |

| Debreceni Labdarúgó Akadémia, Debrecen–Pallag Játékvezető: Nazsa Tamás (magyar) |

| 2014. július 12. 20.00 |

| Debreceni VSC                                                            | 6 – 0               | Székely labdarúgó-válogatott |
| ------------------------------------------------------------------------ | ------------------- | ---------------------------- |
| Volaš 11' 45' Damahou 16' Zsidai 23' Berdó 71' (11-esből) Bereczki 90+1' | (4 – 0) Jegyzőkönyv |                              |

| Oláh Gábor utcai stadion, Debrecen Nézőszám: 500 Játékvezető: Erdei Sándor |

| 2014. július 19. |

| Debreceni VSC            | 2 – 0               | Szeged 2011 (NB II) |
| ------------------------ | ------------------- | ------------------- |
| Damahou 14' Bereczki 53' | (1 – 0) Jegyzőkönyv |                     |

| Debreceni Labdarúgó Akadémia, Debrecen–Pallag Játékvezető: Solymosi (magyar) |

### Tél
| 2015. január 24. 13.30 |

| Debreceni VSC | 1 – 1               | Békéscsaba 1912 Előre (NB II) |
| ------------- | ------------------- | ----------------------------- |
| Lázár 5'      | (1 – 0) Jegyzőkönyv | Viczián 60'                   |

| Debreceni Labdarúgó Akadémia, Debrecen–Pallag Nézőszám: zártkapus Játékvezető: Takács János (magyar) |

* Debreceni VSC: 1. félidő: Verpecz — Lázár, Morozov, Brković, Vadnai — Berdó — Varga Kevin, Mihelič, Szakály, Ferenczi – Kulcsár
* Debreceni VSC: 2. félidő: Slakta — Ludánszki, Máté, Szatmári, Korhut — Varga J. – Jovanović, Wittrédi, Bouadla, Sós — Tisza
| 2015. január 31. 11.00 |

| Debreceni VSC                                          | 7 – 1               | Nyíregyháza Spartacus FC |
| ------------------------------------------------------ | ------------------- | ------------------------ |
| Kulcsár 40' 47' Sós 50' Sidibe 63' 83' 86' Bouadla 89' | (1 – 0) Jegyzőkönyv | Koller 85' (11-esből)    |

| Debreceni Labdarúgó Akadémia, Debrecen–Pallag Játékvezető: Solymosi Péter (magyar) |

* Debreceni VSC: Verpecz — Lázár, Mészáros, Morozov, Korhut — Jovanović, Szakály, Bouadla, Sós (Balogh  70') — Sidibe, Kulcsár
| 2015. január 31. 13.30 |

| Debreceni VSC           | 1 – 4               | Mezőkövesdi SE (NB II)                   |
| ----------------------- | ------------------- | ---------------------------------------- |
| Ferenczi 66' (11-esből) | (0 – 3) Jegyzőkönyv | Máté J. 13' 32' Hegedűs D. 41' Izing 57' |

| Debreceni Labdarúgó Akadémia, Debrecen–Pallag Játékvezető: Takács János (magyar) |

* Debreceni VSC: Slakta — Kinyik, Szatmári, Brković, Vadnai (Nagy  46') — Bódi, Berdó, Wittrédi, Ferenczi — Tisza (Bereczki  52'), Balogh (Varga Kevin  46')
| 2015. február 7. 14.00 |

| Debreceni VSC           | 2 – 2               | SZK Torpedo Kutaiszi |
| ----------------------- | ------------------- | -------------------- |
| Mihelič 12' Lázár 90+2' | (1 – 1) Jegyzőkönyv |                      |

| Belek Játékvezető: Molnár Attila (magyar) Asszisztensek: Mayer Gábor, Georgiou Theodoros |

* Debreceni VSC: Verpecz — Lázár, Morozov, Brković, Korhut — Jovanović, Berdó, Mihelič, Wittrédi (Sós  46') — Kulcsár, Bereczki (Balogh  58')
| 2015. február 7. 16.30 |

| Debreceni VSC        | 2 – 1               | FC Rapid București (Bukarest) |
| -------------------- | ------------------- | ----------------------------- |
| Tisza 36' Sidibe 66' | (1 – 1) Jegyzőkönyv |                               |

| Belek Játékvezető: Karakó Ferenc (magyar) Asszisztensek: Kóbor Péter, Huszár Balázs |

* Debreceni VSC: Novaković — Ludánszki, Máté, Mészáros, Ferenczi (Varga J.  70') — Bódi (Sós  79'), Vadnai, Bouadla, Szakály — Tisza (Balogh  77'), Sidibe
| 2015. február 11. 14.00 |

| Debreceni VSC | 1 – 0               | FK Peliszter (Bitola) |
| ------------- | ------------------- | --------------------- |
| Bereczki 88'  | (0 – 0) Jegyzőkönyv |                       |

| Belek Játékvezető: Oláh Gábor (magyar) Asszisztensek: Buzás Balázs, Medovarszki János |

* Debreceni VSC: Slakta (Novaković  46') — Berdó, Máté, Brković, Vadnai (Ferenczi  46') — Bódi, Varga J., Bouadla, Wittrédi — Tisza, Bereczki
| 2015. február 11. 16.30 |

| Debreceni VSC | 1 – 0               | 1. FC Slovácko (Uherské Hradiště) |
| ------------- | ------------------- | --------------------------------- |
| Balogh 40'    | (1 – 0) Jegyzőkönyv |                                   |

| Belek Játékvezető: Oláh Gábor (magyar) Asszisztensek: Buzás Balázs, Medovarszki János |

* Debreceni VSC: Novaković (Verpecz  46', Novaković  56') — Lázár (Ferenczi  77'), Morozov, Mészáros, Korhut — Jovanović, Szakály, Mihelič (Sidibe  54'), Sós — Kulcsár, Balogh
| 2015. február 14. 14.00 |

| Debreceni VSC | 0 – 0       | FC Spartak Trnava (Nagyszombat) |
| ------------- | ----------- | ------------------------------- |
|               | Jegyzőkönyv |                                 |

| Belek Játékvezető: Molnár Attila (magyar) Asszisztensek: Mayer Gábor, Georgiou Theodoros |

* Debreceni VSC: Novaković — Jovanović (Berdó  78'), Máté (Mészáros 46'), Morozov (Brković  46'),  Korhut — Bódi (Bereczki  46'), Varga J., Bouadla (Sós  46'), Szakály — Kulcsár (Sidibe  46'), Tisza (Balogh  46')
| 2015. február 21. 15.00 |

| Debreceni VSC           | 0 – 0       | Ferencvárosi TC |
| ----------------------- | ----------- | --------------- |
| Szakály 23' Morozov 74' | Jegyzőkönyv | Mateos 23'      |

| Oláh Gábor utcai stadion, Debrecen Nézőszám: 2500 Játékvezető: Karakó Ferenc (magyar) |

* Debreceni VSC: Novaković — Mészáros (Bódi  46'), Brković, Máté (Morozov  61'), Korhut (Vadnai  67') — Jovanović, Varga J., Bouadla (Sós  76'), Szakály (Mihelič  46') — Kulcsár, Sidibe (Tisza  39')

### Tavasz
| 2015. március 28. 15.00 |

| Debreceni VSC                                  | 6 – 0               | FC Dinamo București |
| ---------------------------------------------- | ------------------- | ------------------- |
| Kulcsár 7' 23' 67' 88' Mihelič 21' Szakály 53' | (3 – 0) Jegyzőkönyv |                     |

| Nagyerdei stadion, Debrecen Nézőszám: 3 112 Játékvezető: Németh Ádám (magyar) |

* Debreceni VSC: Novaković – Jovanović (Nagy  56'), Brković, Mészáros (Ludánszki  71'), Korhut – Bódi (Wittrédi  71'), Varga J. (Berdó  71'), Bouadla (Szakály  46'), Mihelič (Ferenczi  62') – Kulcsár, Sidibe (Szécsi  71')